# Rechtlich vaterlos
Als rechtlich vaterlos (dänisch: juridisk faderløse) galten nach dänischem Recht zwischen 1914 und 1963 (für Kitaa), bzw. 1974 (für Avannaata und Tunu) die Kinder unverheirateter grönländischer Frauen. Die Kindern hatten keinen Anspruch darauf, zu erfahren, wer ihre leiblichen Väter sind oder, sie zu beerben. Viele der Väter waren Dänen, sodass das Gesetze faktisch dänische Männer von ihren Verantwortlichkeiten und Pflichten in der grönländischen Gesellschaft ausschloss. Während der gesamten dänischen Kolonialherrschaft gab es in Grönland eine gesetzlich vorgeschriebene Rassentrennung, einschließlich des Verbots von als „Rassenmischungen“ angesehenen Verbindungen.
Ein von der dänischen Regierung in Auftrag gegebener Untersuchungsbericht wurde 2011 veröffentlicht. Drei Jahre später wurden rechtlich vaterlosen Kindern das Recht zuerkannt, auf Vaterschaft und Erbeneigenschaft zu klagen. Seit 2023 führen rechtlich Vaterlose auch Gerichtsverfahren gegen den dänischen Staat.

## Hintergrund und Gesetz
Vor und während der Gesetze der rechtlich Vaterlosen, war Dänemark die Kolonialmacht Grönlands.
Während seiner gesamten Herrschaft führte Dänemark ein System der Rassentrennung der dänischen von der grönländischen Gesellschaft, einschließlich Gesetzen, die „Rassenmischungen“ und bestimmte Arten von Beziehungen zwischen dänischen Männern und grönländischen Inuit-Frauen verboten. Während des gesamten 20. Jahrhunderts, insbesondere aber in den 1950er und 1960er Jahren ließen sich dänische Männer vorübergehend in Grönland nieder und zeugten Kinder mit grönländischen Frauen. Da ihr Aufenthalt nur vorübergehend war, hinterließen viele Männer im Ergebnis vaterlose Kinder.
Frühe Kolonialgesetze (einschließlich einer Regelung von 1782 und einer Revision von 1873) verlangten von dänischen Männern eine jährliche Zahlung, um ihre unehelichen Kinder zu versorgen. Zwischen 1890 und 1910 variierten die Regelungen zur Versorgung erheblich.
Im Jahr 1914 beschloss Dänemark die Einführung eines Systems der gesetzlichen Vaterlosigkeit. Die Kinder unverheirateter grönländischer Mütter hatten kein Recht, ihre Väter kennenzulernen oder sie zu beerben. Das dänische Gesetz hielt viele dänische Männer davon ab, Verantwortung für ihre Kinder zu übernehmen. Tatsächlich handelte es sich um Rassentrennung. In Kitaa galten die Gesetze bis 1963 in Avannaa and Tunu bis 1974. Hunderte rechtlich vaterlose Kinder waren geboren, bevor das Gesetze außer Kraft gesetzt wurden. Nach Schätzungen im Jahr 2016 war von zwischen 5000 and 8000 Kindern auszugehen, die rechtlich vaterlos geboren wurden.

## Aktivismus
2009 hat Anne Sofie Hardenberg ihre Autobiographie veröffentlicht, in welcher sie ihre Erfahrungen als rechtlich vaterloses Kind schilderte (Kampen for en Far, English: The Fight for a Father). Hardenberg gründete eine Vereinigung für rechtlich vaterlose Kinder, die sich Kattuffik Ataata nennt. Im darauffolgenden Jahr wurden Historiker von der dänischen Regierung zur Untersuchung der Vorkommnisse beauftragt. Ihr Untersuchungsbericht wurde 2011 veröffentlicht.
Vor dem Hintergrund von Aktivisten und Forderungen grönländischer Politiker änderte Dänemark 2014 die Regelungen. Das neue Gesetz stand den grönländischen Kinder unverheirateter Mütter das Recht zu, ihre Väter zu beerben und auf Vaterschaft zu verklagen. 2019 wurden vom Staat Dänemark 4.7 Millionen Kronen (ungefähr USD$ 700,000) für psychologische und rechtliche Unterstützung der rechtlich Vaterlosen bereitgestellt. Das meiste Geld war 2023 noch nicht verwendet worden.
Eine Gruppe von 26 rechtlich Vaterlosen fordert weiterhin beharrlich eine Entschädigung vom dänischen Staat. Sie lassen sich von demselben Anwalt vertreten, der bereits die überlebenden Experimentkinder erfolgreich vertrat. Mads Pramming verhandelte 2022 pro Kind DKK 125,000. April 2023 lehnte die dänische Regierung eine Entschädigung der Gruppe ab. Die 26 rechtlich Vaterlosen verklagten den Staat. Das dänische Justizministerium garantierte ihnen, dass sie die Verfahren kostenlos führen können. Das Danish Institute for Human Rights bot der Gruppe seine Unterstützung an.